# Acacia obscura
Acacia obscura é uma espécie de leguminosa do gênero Acacia, pertencente à família Fabaceae.